# Joachim II van Constantinopel

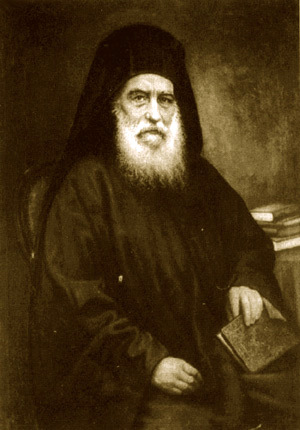
Joachim II van Constantinopel

Joachim II (Grieks: Ιωακείμ Β') (Kallimasia Chios, 1802 - Constantinopel, 5 augustus 1878) was patriarch van Constantinopel van 16 oktober 1860 tot 21 juli 1863 en van 5 december 1873 tot 5 augustus 1878.
Joachim II werd geboren op het Griekse eiland Chios als Ioannis Kokkadis (Grieks: Ιωάννης Κοκκώδης). Gedurende zijn beide ambtstermijnen als patriarch streed hij tegen de afscheiding van de Bulgaars-Orthodoxe Kerk die zich in 1870 autocefaal had verklaard. Hij toonde verder ook bijzondere interesse voor de liefdadigheidsinstellingen en de scholen van de Orthodoxe Kerk.